# NGC 940
NGC 940 is een spiraalvormig sterrenstelsel in het sterrenbeeld Driehoek. Het hemelobject werd op 26 september 1865 ontdekt door de Duits-Deense astronoom Heinrich Louis d'Arrest.

## Synoniemen
- PGC 9478
- UGC 1964
- MCG 5-6-50
- ZWG 504.95
- ARAK 85
- IRAS02264+3125